# Anastásios Chatziyiovánis
Anastásios « Tásos » Chatziyiovánis (grec moderne : Αναστάσιος «Τάσος» Χατζηγιοβάνης) est un footballeur international grec né le 31 mai 1997 à Mytilène. Il évolue au poste d'ailier à l'Omónia Nicosie.

## Biographie

### En club
Avec le club du Panathinaïkos, il participe aux tours préliminaires de la Ligue Europa.

### En sélection
Avec les espoirs, il participe aux éliminatoires du championnat d'Europe espoirs 2019. A cette occasion, il inscrit un but contre la Biélorussie en octobre 2018.